# Trinity, Alabama
Trinity là một thị trấn thuộc quận Dallas, tiểu bang Alabama, Hoa Kỳ. Dân số năm 2009 là 2031 người, mật độ đạt 178 người/km².